# Sandra Lassnig
Sandra Lassnig (* 24. September 1985 in Sankt Veit an der Glan, Kärnten) ist eine österreichische Politikerin der ÖVP.

## Leben
Ihre Ausbildung begann sie in der Volksschule Sank Veit an der Glan und wechselte danach auf das dortige Gymnasium. Später arbeitete sie als Angestellte und übernahm politische Funktionen. Sie wurde Gemeindeparteiobfrau der ÖVP Liebenfels, Mitglied des Gemeindevorstandes der Marktgemeinde Liebenfels und Mitglied des Landesparteivorstandes der ÖVP Kärnten.
Seit 2023 ist Sandra Lassnig Bundesrätin und darin Mitglied in mehreren Ausschüssen. Im Ausschuss für Innovation, Technologie und Zukunft ist sie stellvertretende Ausschussvorsitzende. Nach eigenen Angaben will sie sich besonders Frauenthemen widmen.